# 东莫斯塔尔
东莫斯塔尔（塞尔维亚语：／），是波斯尼亚和黑塞哥维那实体之一塞族共和國的市镇。市镇面积为85.24平方公里，2013年人口数量为257人。

## 历史
东莫斯塔尔设立于1995年波士尼亞戰爭后。2004年之前其名字为塞族莫斯塔尔（Српски Мостар）。该市镇是把战前莫斯塔爾市镇的塞族居住区析出为单独的市镇，莫斯塔尔剩余的部分现隶属于波黑联邦的黑塞哥維那-內雷特瓦州。
2019年时该市镇为塞族共和国人数最少的市镇之一。

## 人口
|      | 2013年       | 1991年       |
| 总计 | 257 (100,0%) | 153 (100,0%) |
| 塞族 | 166 (64,59%) | 96 (63,16%)  |
| 波族 | 78 (30,35%)  | 57 (37,50%)  |
| 克族 | 11 (4,280%)  |              |
| 其他 | 2 (0,778%)   |              |